# Cicalung
Cicalung is een bestuurslaag in het regentschap Majalengka van de provincie West-Java, Indonesië. Cicalung telt 1248 inwoners (volkstelling 2010).